# مونکدال
مونکدال (به سوئدی: Munkedal) یک منطقهٔ مسکونی در سوئد است که در بخش مونکدال واقع شده‌است. مونکدال ۵٫۴۱ کیلومتر مربع مساحت و ۳٬۷۱۸ نفر جمعیت دارد.